# Charlie Taylor
Charles Edward Taylor (ur. 24 maja 1868, zm. 30 stycznia 1956) – amerykański mechanik samolotowy, pionier lotnictwa, zbudował pierwszy silnik powietrzny używany przez braci Wright. 
Taylor zaprojektował i zbudował aluminiowy, chłodzony wodą silnik w ciągu zaledwie sześciu tygodni. W 1908 roku pomógł zbudować i przygotować "Military Flyer" do demonstracji dla US Army w Fort Myer w stanie Wirginia. Taylor pracował dla Wright-Martin Company do 1920 roku. Później przeniósł się do Kalifornii i zainwestował swoje oszczędności w kilkaset hektarów nieruchomości niedaleko Salton Sea, ale przedsięwzięcie nie powiodło się. W 1936 roku wrócił do firmy Orville Wrighta. 
W 1941 roku Taylor powrócił do Kalifornii, znajdując pracę w fabryce przemysłu obronnego. Doznał ataku serca w 1945 roku i nie był już zdolny do pracy. W roku 1955 jego renta była niewystarczająca, żeby godnie żyć. Kiedy opublikowano wiadomości o jego sytuacji materialnej, przemysł lotniczy zafundował mu pobyt w prywatnej placówce społecznej, gdzie zmarł w styczniu 1956 roku.